# Botrychium leptostachyum
Botrychium leptostachyum là một loài dương xỉ trong họ Ophioglossaceae. Loài này được Hayata mô tả khoa học đầu tiên năm 1914.